# 二氯戊烷
二氯戊烷（化学式：C5H10Cl2）是戊烷的两个氢原子被氯取代的产物，摩尔质量：141.03 g/mol，有以下几种：

## 基于正戊烷
- 1,1-二氯戊烷，CAS号：820-55-3
- 1,2-二氯戊烷，CAS号：1674-33-5
- 1,3-二氯戊烷，CAS号：30122-12-4
- 1,4-二氯戊烷，CAS号：626-92-6
- 1,5-二氯戊烷，CAS号：628-76-2
- 2,2-二氯戊烷，CAS号：34887-14-4
- 2,3-二氯戊烷，混合CAS号：600-11-3 
  - rel-(2R,3S)-，CAS号：19489-99-7 
  - rel-(2R,3R)-，CAS号：19490-00-7 
  - (2R,3S)-，CAS号暂未注册
  - (2R,3R)-，CAS号：1616958-67-8
- 2,4-二氯戊烷，CAS号：625-67-2
- 3,3-二氯戊烷，CAS号：21571-91-5

## 基于异戊烷

### 偕位
- 1,1-二氯-3-甲基丁烷，CAS号：625-66-1
- 1,1-二氯-2-甲基丁烷，CAS号：57171-61-6
- 2,2-二氯-3-甲基丁烷，CAS号：17773-66-9

### 邻位
- 1,2-二氯-2-甲基丁烷，CAS号：23010-04-0
- 1,2-二氯-3-甲基丁烷，CAS号：600-10-2
- 2,3-二氯-2-甲基丁烷，CAS号：507-45-9

### 其它
- 1,3-二氯-2-甲基丁烷，CAS号：23010-07-3
- 1,4-二氯-2-甲基丁烷，CAS号：623-34-7

## 基于新戊烷
- 1,1-二氯新戊烷（1,1-二氯-2,2-二甲基丙烷），CAS号：29559-54-4
- 1,3-二氯新戊烷（1,3-二氯-2,2-二甲基丙烷），CAS号：29559-55-5